# 히라 타케히로
히라 타케히로(Takehiro Hira, 1974년 7월 27일 ~ )는 일본의 배우, 텔레비전 배우이다.
세타가야구에서 태어났다.

## 방송
- 오오오카 에치젠 4
- 오오오카 에치젠 3
- 돌의 고치
- 바람의 고개 ~은한의 부~
- 오오오카 에치젠 2

## 영화
- 캡틴 아메리카: 브레이브 뉴 월드 (2025년) - 오자키 총리 역
- 에리카38 (2019년)
- 아이 엠 낫 어 버드 (2018년)
- 검찰측의 죄인 (2018년)
- 세키가하라 대전투 (2017년)
- 돌의 고치 (2015년)
- 마더스 트리 (2015년)
- 바람의 고개 ~은한의 부~ (2015년)
- 오오오카 에치젠 2 (2014년)
- 오오오카 에치젠 1 (2013년)
- 슌도 (2013년)
- 악의교전 (2012년) - 쿠메 다케키 역
- 츠카하라 보쿠덴 (2011년)
- 역전재판 (2011년) - 미츠루기 신 역
- 무사 노보우: 최후의 결전 (2011년) - 나츠카 마사이에 역
- 할복 : 사무라이의 죽음 (2011년)
- 사요나라 이츠카 (2010년) - 수텝 / 카사이 켄 역